# 리마군

리마 군의 위치

리마군(스페인어: Provincia de Lima)은 페루 중부 태평양 연안에 위치한 군으로 군청 소재지는 페루의 수도인 리마이며 면적은 2,672.28km2, 인구는 7,363,069명(2005년 기준), 인구 밀도는 2,755명/km2이다.
페루에서 유일하게 어느 주에도 속하지 않는 군이며 43개 구를 관할한다. 2002년 리마 주에서 분리되어 신설되었다. 북쪽과 북동쪽, 동쪽, 남쪽으로는 리마 주, 서쪽으로는 카야오, 태평양과 접한다. 페루 전체 인구의 1/3과 페루의 국내 총생산 가운데 50%를 차지한다.